# Leon Kobrin
Leon Kobrin, eigentlich Lew Kobrin (geb. 15. März 1873 in Witebsk; gest. 31. März 1946 in New York City) war ein jiddischer Schriftsteller, Übersetzer und Journalist in New York.

## Leben
Lew Kobrin wurde in einer jüdischen Familie in Witebsk geboren. 1892 ging er in die USA, zuerst nach Philadelphia, dann nach New York. Er begann als Journalist für jiddische Zeitungen zu schreiben, verfasste Kurzgeschichten und erste Bühnenstücke.
1899 verfasste er mit Jacob Gordin das Theaterstück Minna. Es folgten um die 30 weitere Stücke sowie Kurzgeschichten und Erzählungen.
Leon Kobrin übersetzte zahlreiche Texte von Autoren wie Maupassant, Zola, sowie von Gorki, Tolstoi, Dostojewski oder Tschechow ins Jiddische.
Leon Kobrin starb am 31. März 1946 in New York City.